# (15874) 1996 TL66
(15874) 1996 TL66 est un objet transneptunien découvert en 1996, considéré comme objet épars.

## Description
(15874) 1996 TL66 a été découvert le 9 octobre 1996 dans un des observatoires du Mauna Kea, un ensemble d'observatoires astronomiques indépendants, situés au sommet du volcan Mauna Kea sur l'île d'Hawaï, par Chadwick Trujillo, David Jewitt, Jane Luu et Jun Chen.

### Caractéristiques orbitales

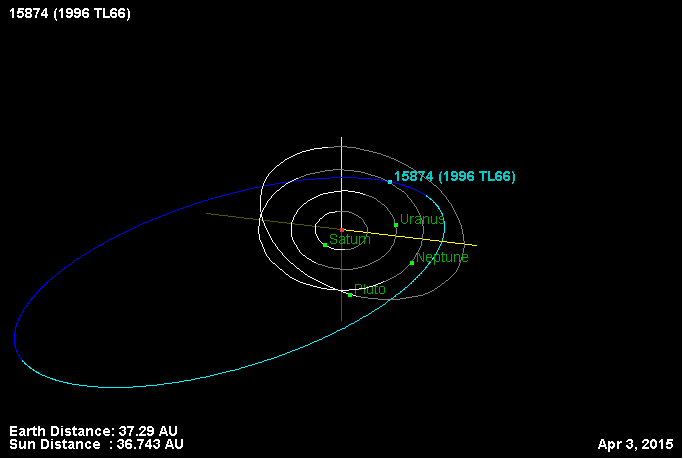
L'orbite de (15874) 1996 TL66

L'orbite de cet astéroïde est caractérisée par un demi-grand axe de 82,59 UA, un périhélie de 35,02 UA, une excentricité de 0,58 et une inclinaison de 24,02° par rapport à l'écliptique. Du fait de ces caractéristiques, à savoir un demi-grand axe supérieur à 30,1 UA, il évolue au-delà de l'orbite de Neptune et est classé comme planète mineure distante de type objet transneptunien,

### Caractéristiques physiques
(15874) 1996 TL66 a une magnitude absolue (H) de 5,44 et un albédo estimé de à 0,035 à 0,110.